# Тиррелл (округ)
Округ Тиррелл (англ. Tyrrell County) располагается в штате Северная Каролина, США. Официально образован в 1729 году. По состоянию на 2010 год, численность населения составляла 4 407 человек.

## География
По данным Бюро переписи США, общая площадь округа равняется 1554,002 км2, из которых 1010,101 км2 суша и 543,901 км2 или 35,050 % это водоемы.

## Население
По данным переписи населения 2000 года в округе проживает 4 149 жителей в составе 1 537 домашних хозяйств и 1 055 семей. Плотность населения составляет 4,00 человека на км2. На территории округа насчитывается 2 032 жилых строений, при плотности застройки около 2,00-х строений на км2. Расовый состав населения: белые — 56,47 %, афроамериканцы — 39,43 %, коренные американцы (индейцы) — 0,19 %, азиаты — 0,75 %, гавайцы — 0,00 %, представители других рас — 2,05 %, представители двух или более рас — 1,11 %. Испаноязычные составляли 3,62 % населения независимо от расы.
В составе 28,60 % из общего числа домашних хозяйств проживают дети в возрасте до 18 лет, 47,40 % домашних хозяйств представляют собой супружеские пары проживающие вместе, 16,60 % домашних хозяйств представляют собой одиноких женщин без супруга, 31,30 % домашних хозяйств не имеют отношения к семьям, 28,20 % домашних хозяйств состоят из одного человека, 14,40 % домашних хозяйств состоят из престарелых (65 лет и старше), проживающих в одиночестве. Средний размер домашнего хозяйства составляет 2,42 человека, и средний размер семьи 2,95 человека.
Возрастной состав округа: 22,70 % моложе 18 лет, 8,20 % от 18 до 24, 30,30 % от 25 до 44, 22,70 % от 45 до 64 и 22,70 % от 65 и старше. Средний возраст жителя округа 39 лет. На каждые 100 женщин приходится 114,10 мужчин. На каждые 100 женщин старше 18 лет приходится 114,20 мужчин.
Средний доход на домохозяйство в округе составлял 25 684 USD, на семью — 32 468 USD. Среднестатистический заработок мужчины был 26 227 USD против 18 403 USD для женщины. Доход на душу населения составлял 13 326 USD. Около 19,10 % семей и 23,30 % общего населения находились ниже черты бедности, в том числе — 31,50 % молодёжи (тех, кому ещё не исполнилось 18 лет) и 20,80 % тех, кому было уже больше 65 лет.